# 시시야마 코코
시시야마 코코는 일본의 여자성우이다.

## 주요 출연작

### 애니메이션
- 띠띠뽀 띠띠뽀-디젤, 버니, 페퍼
- 숲의 요정 페어리루-메가 트리